# Erarico
Erarico (em latim: Erarichus; em grego medieval: Εράριχος; romaniz.: Erárichos) foi um rei ostrogótico da Itália de origem rúgia que reinou por alguns meses em 541.

## Vida

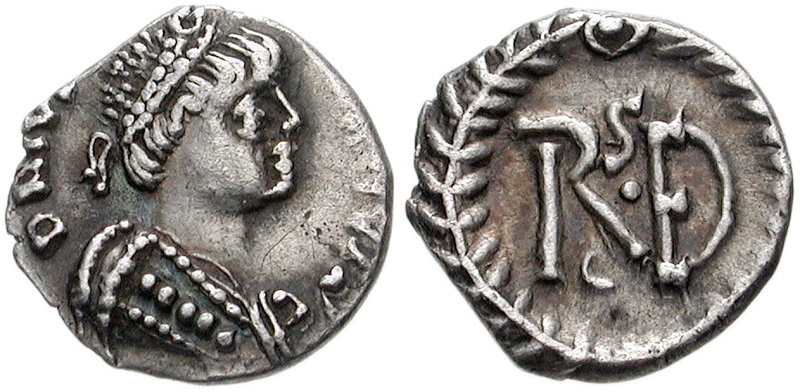
1/4 de síliqua de Vitige r.

Erarico tinha origem rúgio e grande autoridade sobre seu povo. Em 541, servia no Reino Ostrogótico no exército gótico do rei Ildibaldo (r. 540–541) na guerra em curso contra o Império Bizantino. Na confusão deflagada pelo assassinado do rei em maio ou junho, Erarico foi proclamado rei pelos rúgios, mas aceito relutantemente pelos ostrogodos. Logo que ascendeu, enviou emissários a Constantinopla, dentre eles Cabalário, para negociar com o imperador Justiniano (r. 527–565) a paz nos termos acordados por Vitige em 540, ou seja, que os ostrogodos se retirariam para além do rio Pó. É dito, porém, que fez acordo secreto no qual renderia toda a Itália e abdicaria o trono em troca de alta soma em dinheiro e o título de patrício. Nesse interim, os ostrogodos estavam incomodados pela inépcia dele na guerra e o implicaram na morte de Ildibaldo. Por esse motivo, foi assassinado em novembro ou dezembro e sucedido por Tótila.